# Wanderlust
«Wanderlust» — песня исландской певицы Бьорк. Трек был выпущен 7 апреля 2008 года в качестве сингла с её седьмого студийного альбома Volta.
В свою очередь сама Бьорк называет «Wanderlust» «сердцем Вольты», говоря что «это песня об осознанном поиске чего-то такого, чего вы точно никогда не найдёте, при этом имея жажду нечто большего».
В интервью журналу Harp Бьорк назвала «Wanderlust» «преемником» «Hyperballad».

## Издания и треклист
Было выпущено ограниченное издание «мультиформатного» бокс-сета, представляющего собой уплотнённый, раскладывающийся бокс с пятью цветными изображениями, содержащий 2 виниловых пластинки, а также CD и DVD с набором 3D-очков и цветными наклейками. В некоторых странах на iTunes музыкальное видео было заменено радио версией сингла.

### 12" Vinyl
1. «Wanderlust» (Matthew Herbert Remix)
2. «Wanderlust» (Mark Stent Mix)
3. «Wanderlust» (Ratatat Remix)
4. «Wanderlust» (Mark Stent Instrumental)

### CD
1. «Wanderlust» (Matthew Herbert Remix)
2. «Wanderlust» (Mark Stent Mix)
3. «Wanderlust» (Ratatat Remix)
4. «Wanderlust» (Mark Stent Instrumental)

### DVD
1. «Wanderlust» (3D Music video)
2. «Wanderlust» (2D Music video)
3. «Making Of»

### iTunes EP
1. «Wanderlust» (Mark Stent Mix)
2. «Wanderlust» (Matthew Herbert Remix)
3. «Wanderlust» (Ratatat Remix)
4. «Wanderlust» (Mark Stent Instrumental)
5. «Wanderlust» (Music Video)

## Музыкальное видео
Клип, режиссёром которого стала Нью-Йоркская компания Encyclopedia Pictura, представляет собой смесь крупномасштабной анимации кукол, живой акробатики, миниатюр и CG, снятый в формате стереоскопического 3D. Хореография была поставлена Крисом Эламом, художественным руководителем Misnomer Dance, при содействии Бринна Биллингсли и Коко Кароль. Сам видеоряд изображён в необычном формате, с округлённо-вогнутыми боками. Официальная премьера состоялась 31 марта на Yahoo Music. По сюжету Бьорк, облачённая в костюм древних монгольских племён стоя у реки среди существ напоминающих буйволов создаёт поток воды на краю земли. Далее она ведёт стадо к реке, пуская их по течению, оставаясь плыть на спине одного из них. На протяжении видео появляется глиняный «личный» демон, выходящий из её рюкзака, который предпринимает попытки напасть на неё. Наконец, божественное существо создаёт водопад, куда Бьорк падает вместе со своим демоном, после чего их ловит пара рук посреди вихря воды. Музыкальное интро в версии для клипа является завершающей прелюдией к предшествующей композиции «Eath Intruders» в альбоме. Видео было награждено в категории «Лучшее Альтернативное / Инди Видео» и «Лучшее Видео» в 2008 году на UK Music Video Awards, и так же было номинировано за «Лучшие Спецэффекты», но проиграло.

## Промоушен
Бьорк исполняла композицию во время своего мирового турне в поддержку альбома Volta. Так же она исполнила её 21 апреля 2007 года на Saturday Night Live и 21 сентября 2007 года в Late Night with Conan O’Brien. Премьера 3D-версии клипа состоялась 19 апреля 2008 года в США в рамках Record Store Day — празднике культуры независимых музыкальных магазинов. Вместе с клипом было продано более 10000 пар 3D-очков для домашнего просмотра.